# Гостинцівська сільська рада
Гостинцівська сільська рада — колишній орган місцевого самоврядування у Мостиському районі Львівської області з адміністративним центром у с. Гостинцеве.

## Загальні відомості
Історична дата утворення: в 1940 році. Водоймища на території, підпорядкованій даній раді: річка Вишня.

## Населені пункти
Сільській раді були підпорядковані населені пункти:
- с. Гостинцеве
- с. Завада
- с. Підгать

## Склад ради
Рада складалася з 18 депутатів та голови.

### Керівний склад ради
| ПІБ                           | Основні відомості                                                                                            | Дата обрання | Дата звільнення |
| ----------------------------- | --- | ------------ | --------------- |
| Паславський Михайло Йосипович | Сільський голова, 1949 року народження, освіта, член Партії промисловців і підприємців України               | 26.03.2006   | 31.10.2010      |
| Чура Михайло Миронович        | Сільський голова, 1967 року народження, освіта середня спеціальна, член Всеукраїнського об'єднання «Свобода» | 31.10.2010   |                 |

Примітка: таблиця складена за даними джерела